# Irena Burawska

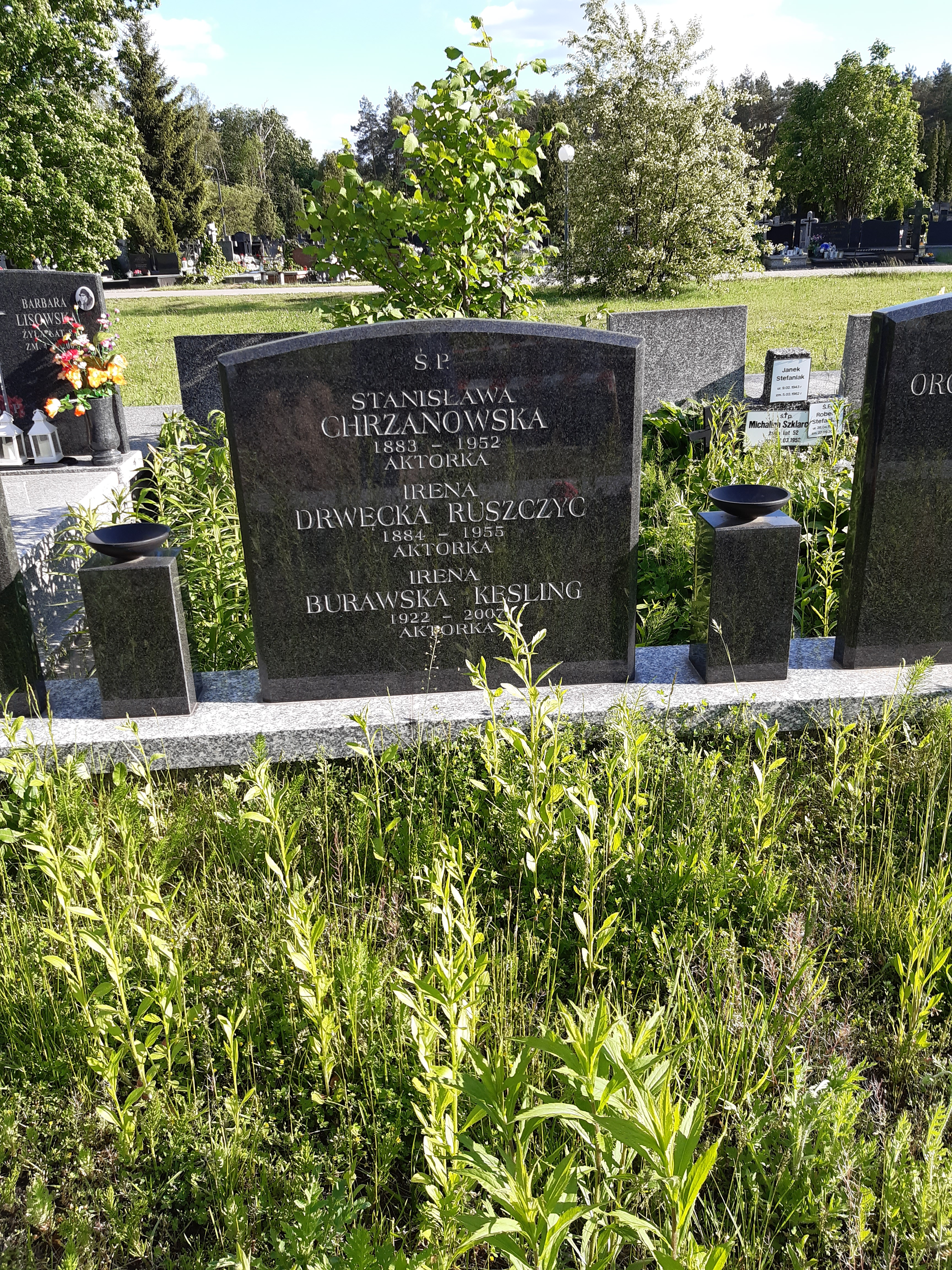
Mormântul Stanisławei Chrzanowska, Irenei Drwęcka Ruszczyc și al Irenei Burawska-Kessling din

Irena Burawska-Kessling (n. 1 septembrie 1922, Zakroczym, Mazovia, Polonia – d. 19 mai 2007, Konstancin-Jeziorna, Mazovia, Polonia) a fost o actriță poloneză de teatru și film.

## Biografie
În 1948 a absolvit Școala de Teatru de Stat din Varșovia. În cea mai mare parte a vieții sale profesionale, a fost asociată cu teatrele din Łódź și pentru cea mai lungă perioadă (din 1966) a jucat pe scena Teatrului Stefan Jaracz din Łódź. De asemenea, a jucat la Teatrul Municipal din Lublin (1948–1949) și la Teatr Ziemi Opoleskiej (1954–1955).
A debutat ca actriță de film în 1964, cu un rol în filmul Wilczy bilet (Biletul lupului). În 1967 a avut un rol minor în Stajnia na Salvatorze în regia lui Paweł Komorowski⁠(d). În 1981 a apărut nemenționată în filmul Dacă ai o inimă care bate regizat de Wojciech Fiwek⁠(d). În 1975 a jucat în filmul Czerwone i białe⁠(d) (Roșu și Alb) în regia lui Paweł Komorowski. Anul următor a apărut în Czerwone ciernie⁠(d) (Spini roșii) în regia lui Julian Dziedzina⁠(d).
În 1981 a apărut ca soția lui Prokop în Vraciul, film regizat de Jerzy Hoffman. În același an este distribuită în filmul lui Krzysztof Kieślowski, Noroc chior.
În 2001 apare în filmul Tăcere ca bunica Mimi (filmul este regizat de Michal Rosa după un scenariu de Krzysztof Piesiewicz).
Ultima sa apariție în fața camerei de filmat a fost în 2002 în filmul Wszyscy święci⁠(d) (Toți Sfinții) (regia Andrzej Barański⁠(d)) din ciclul Święta polskie⁠(d) (Sărbătorile poloneze). 
De-a lungul carierei sale a apărut în aproape 30 de filme și în mai multe emisiuni de teatru de televiziune. 
În 1983 a fost recompensată cu titlul de Activist cultural onoarat (Zasłużony Działacz Kultury⁠(d)). În 1985 a primit Medalia cu ocazia a celei de-a 40-a aniversare a Republicii Populare Polone (Medal 40-lecia Polski Ludowej⁠(d)). În 1986 i s-a acordat Crucea de Merit din aur. La 23 septembrie 1999 a primit Crucea de cavaler a Ordinului Polonia Restituta. 
Înmormântarea Irenei Burawska a avut loc la 28 mai 2007 la cimitirul parohial din Skolimów⁠(d).

## Filmografie
- 1960 : Spotkania w mroku − Întâlniri în întuneric - germană
- 1964 : Wilczy bilet − o femeie interesată de apartamentul lui Ziemny
- 1967 : Stajnia na Salvatorze[2]
- 1971 : Złote Koło⁠(d) − Cercul de Aur − maică superioară
- 1972 : Skarb trzech łotrów⁠(d) − Comoara celor trei hoți - vecina lui Zawadowski
- 1972 : Palec Boży − Degetul lui Dumnezeu
- 1975 : Dzieje grzechu − Povestea păcatului
- 1975 : Czerwone i białe − Roșu și Alb − mamă
- 1976 : Czerwone ciernie − Spini roșii - mama lui Tomek
- 1977 : Ciuciubabka − participantă la reuniunea absolvenților
- 1978 : Do krwi ostatniej...⁠(d) − Până la ultima picătură de sânge...[9]
- 1979 : Do krwi ostatniej⁠(d) −  Până la ultima picătură de sânge (serie)
- 1980 : Dacă ai o inimă care bate - Woźniakowa, proprietarul Mangle
- 1981 : Vraciul - soția lui Prokop
- 1981 : Noroc chior - fiica unei bătrâne pe moarte
- 1981 : Fantazja dur-moll − Fantezie în major minor
- 1983 : Wierna rzeka − Femeie cu apă
- 1985 : Wkrótce nadejdą bracia⁠(d) − În curând vor veni frații - bătrâna cu laptele
- 1986 : Kolega Pana Boga⁠(d) − Prietenul lui Dumnezeu
- 1987 : Ucieczka z miejsc ukochanych − Evadare din locurile iubite - mama lui Lipkowski (episoadele 4-6)
- 1990 : W piątą stronę świata⁠(d) − În al cincilea colț al lumii
- 1990 : Pogrzeb kartofla⁠(d) − Înmormântarea cartofului - Kusidełka
- 1990 : Kaj's fodselsdag
- 1990 : Dziewczyna z Mazur⁠(d) − Zachalaszka, rezidentă în Wrzoskowo
- 1991 : Trzy dni bez wyroku − Trei zile fără sentință - paserka
- 1993 : Dwa księżyce − Două luni
- 1996 : Cztery w jednym − Ziua Peștelui Mare - bătrâna care locuiește vizavi de hotel
- 1999 : Cztery w jednym − Patru într-unul − Irena Małopolska, mama lui Orfanty
- 2001 : Requiem − Aniela, mama lui Lolek și Marcyś
- 2001 : Tăcere - Bunica Mimi
- 2002 : Wszyscy święci − Toți Sfinții  -prietena Mariei din secție